# Nemocnice Písek
Nemocnice Písek je ambulantní a lůžkové zdravotnické zařízení nacházející se ve východní části Písku nedaleko ulice Budějovická. Jediným akcionářem je Jihočeský kraj. Nemocnice má kapacitu 423 lůžek. Ročně je zde hospitalizováno 16 500 pacientů, provedeno 10 tisíc operačních zákroků a kolem 200 tisíc ambulantních vyšetření. V roce 2016 se tu narodilo 906 dětí.[zdroj?]

## Historie
Schůze okresního zastupitelstva 18. prosince 1905 zvolila komisi, která měla vyhledat místo pro nemocnici a zajistit financování stavby. Vybráno bylo místo na nezastavěném jižním svahu na jihozápadní periferii města poblíž městské obory, a to na parcelních číslech 1545/3, 1544/2, 1543/3, 1538/2 a 1540/2. Dne 9. dubna 1906 byl okresní výbor pověřen okresním zastupitelstvem, aby koupil pozemky a dal zhotovit plány. Plány vypracovalo Technické oddělení pro stavby pozemní Zemského výboru Království Českého na základě píseckých požadavků. Zemní práce byly zahájeny 1. října 1906 a základní kámen byl položen o dva měsíce později. Stavba nemocnice a její následné vybavení byly dokončeny počátkem června roku 1911 a 8. června došlo ke slavnostnímu otevření. V jeho čele stál starosta okresu Dr. Bedřich Schwarzenberk a vysvěcena byla nemocnice českobudějovickým biskupem Mons. Josefem Hůlkou. Byla nazvána „Všeobecná veřejná okresní nemocnice císaře a krále Františka Josefa I.“ Její kapacita byla pro 130 nemocných, o něž se starali primář a operatér MUDr. Václav Šťastný, ordinář MUDr. Jaroslav Mácha a sekundář MUDr. Karel Kratochvíle. Dalším personálem byli správce areálu, domovník, strojník, sluha, osm ošetřovatelek a tři kuchařky. Náklad na nemocnici činil 815 tisíc korun.
V dalších letech se nemocnice stále rozrůstala, přibývaly pavilony, oddělení, lůžka, přístrojové vybavení i personál.

## 21. století
Od roku 2008 do roku 2015 bylo do nemocnice investováno 315 milionů Kč. V roce 2019 nemocnice investovala do svého rozvoje 51 milionů korun. V březnu roku 2015 otevřela novou lékárnu, která zajišťuje přípravu a výdej cytostatik. Investice na její výstavbu se vyšplhaly na 15 milionů korun. Na jaře roku 2018 byla dokončena výstavba zcela nového pavilonu laboratoří. V roce 2022 bude dokončena rekonstrukce budovy oddělení patologie včetně nového boxového systému pro zemřelé.
Nemocnice umožňuje odbornou praktickou výuku a stáže studentů, spolupracuje se Střední zdravotnickou školou v Písku. Je také pracovištěm Jihočeské univerzity, zdravotně sociální fakulty, kombinovaného studia, oboru všeobecná sestra.
Nemocnice je mimo jiné držitelem personálního certifikátu ČLK – Nemocnice 21. století, certifikátu finanční stability Czech stability award.

## Oddělení

### Lůžková
- Anesteziologicko-resuscitační oddělení – prim. MUDr. Tomáš Piksa
- Chirurgie-Urologie, ORL – prim. MUDr. Marta Horáková
- Dětské a dorostové oddělení – prim. MUDr. Karel Chytrý
- Gynekologicko-porodnické oddělení – prim. MUDr. Michal Turek, MBA
- Interní oddělení – prim. MUDr. Ladislav Gergely
- Neurologické oddělení – prim. MUDr. Karel Bechyně
- Oddělení akutní rehabilitace – prim. MUDr. Jiří Kruliš
- Oddělení následné péče – prim. MUDr. Helena Kajtmanová
- Oddělení sociálních lůžek – prim. MUDr. Helena Kajtmanová
- Ortopedicko – traumatologické oddělení – prim. MUDr. Vilém Svoboda, MBA

### Nelůžková
- Hemodialýza
- Oddělení klinické onkologie
- Radiodiagnostické oddělení

### Laboratoře
- Oddělení hematologicko-transfuzní
- Oddělení klinické biochemie
- Oddělení klinické mikrobiologie
- Patologie

### Ostatní
- Centrální operační sály
- Infekční ambulance – Očkovací centrum
- Lékárna
- Oddělení léčebné výživy a stravování – OLVS
- Oddělení spirituální péče
- XXL centrum

## Galerie

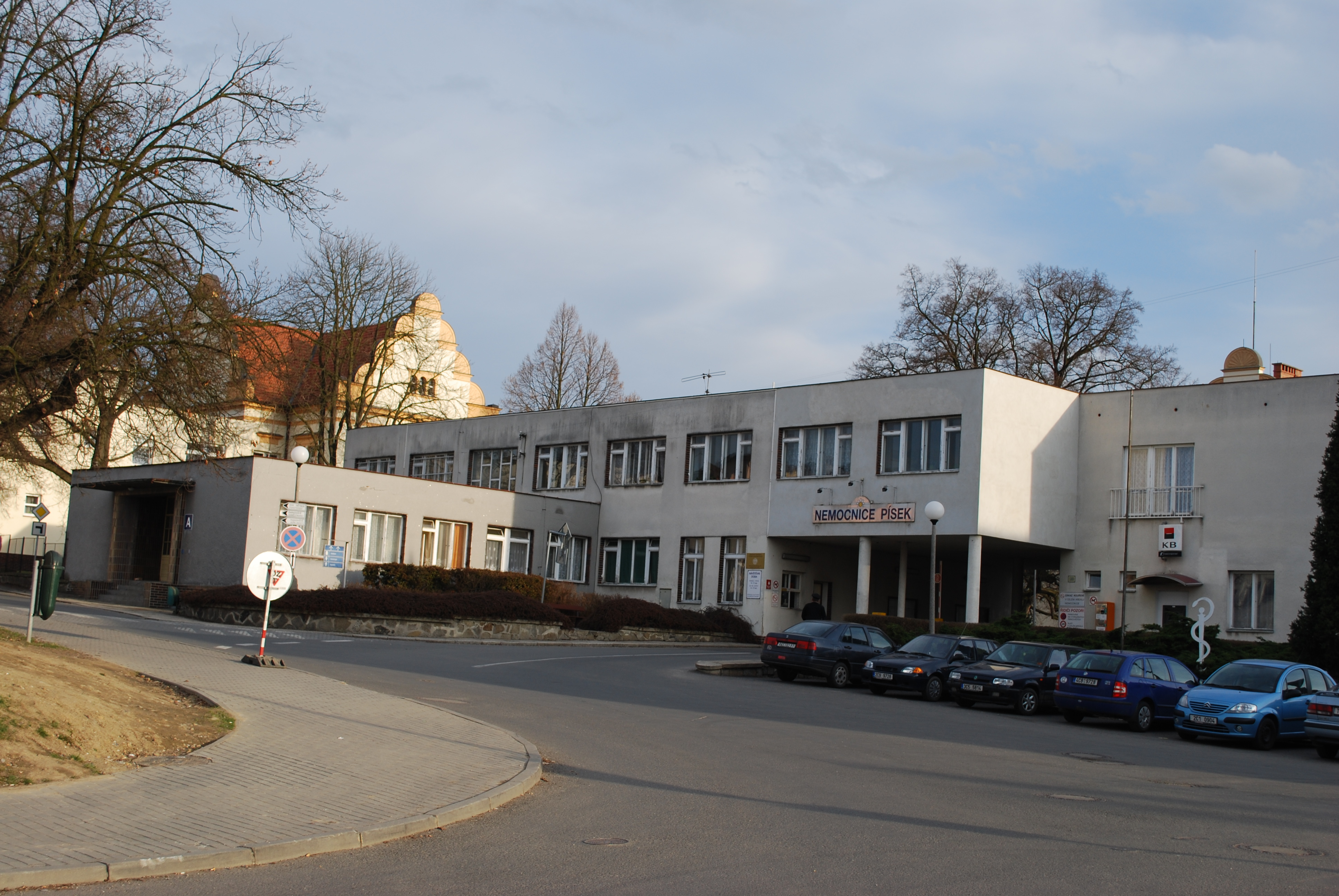
Vstupní budova nemocničního areálu
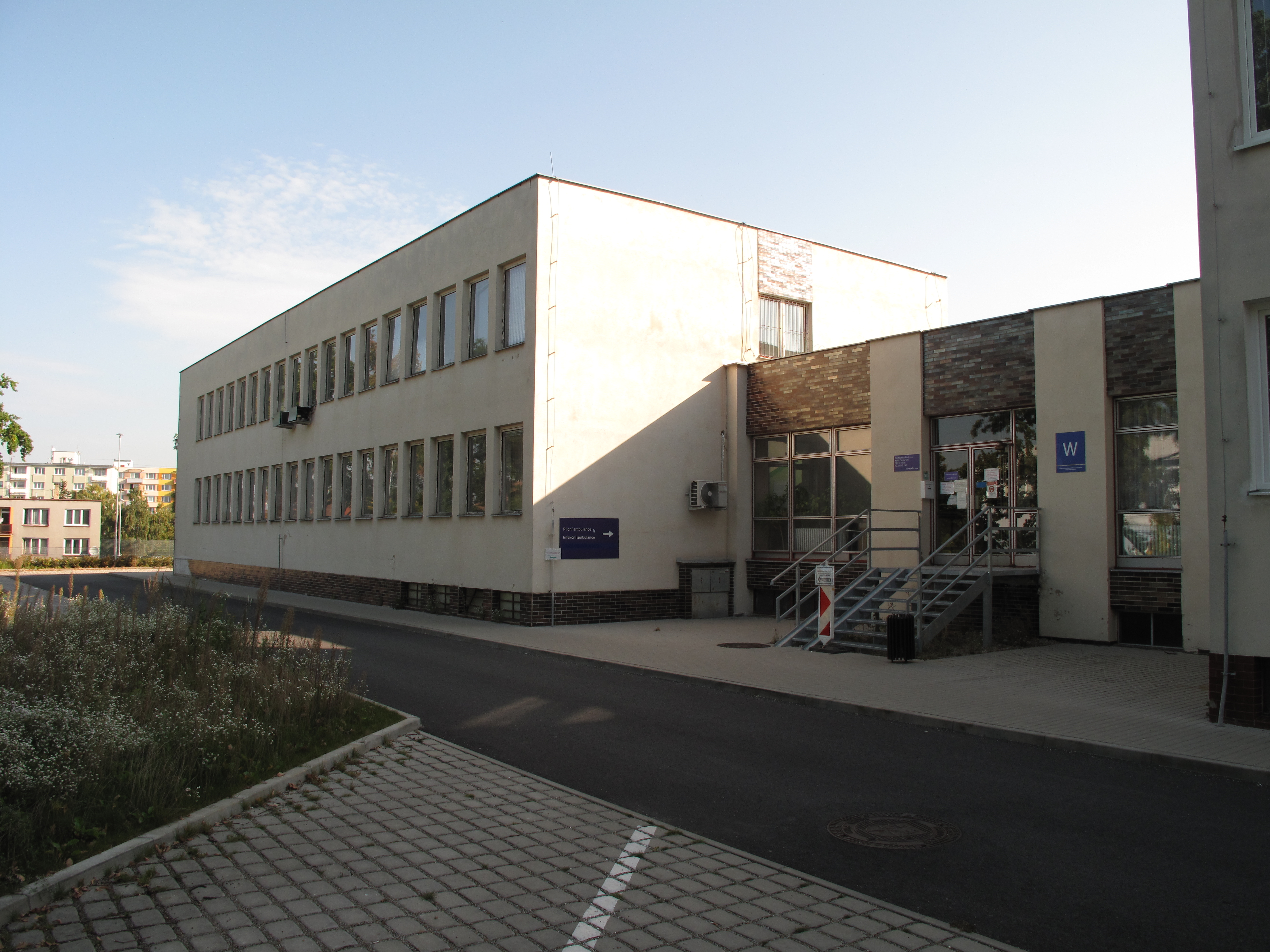
Pavilon W
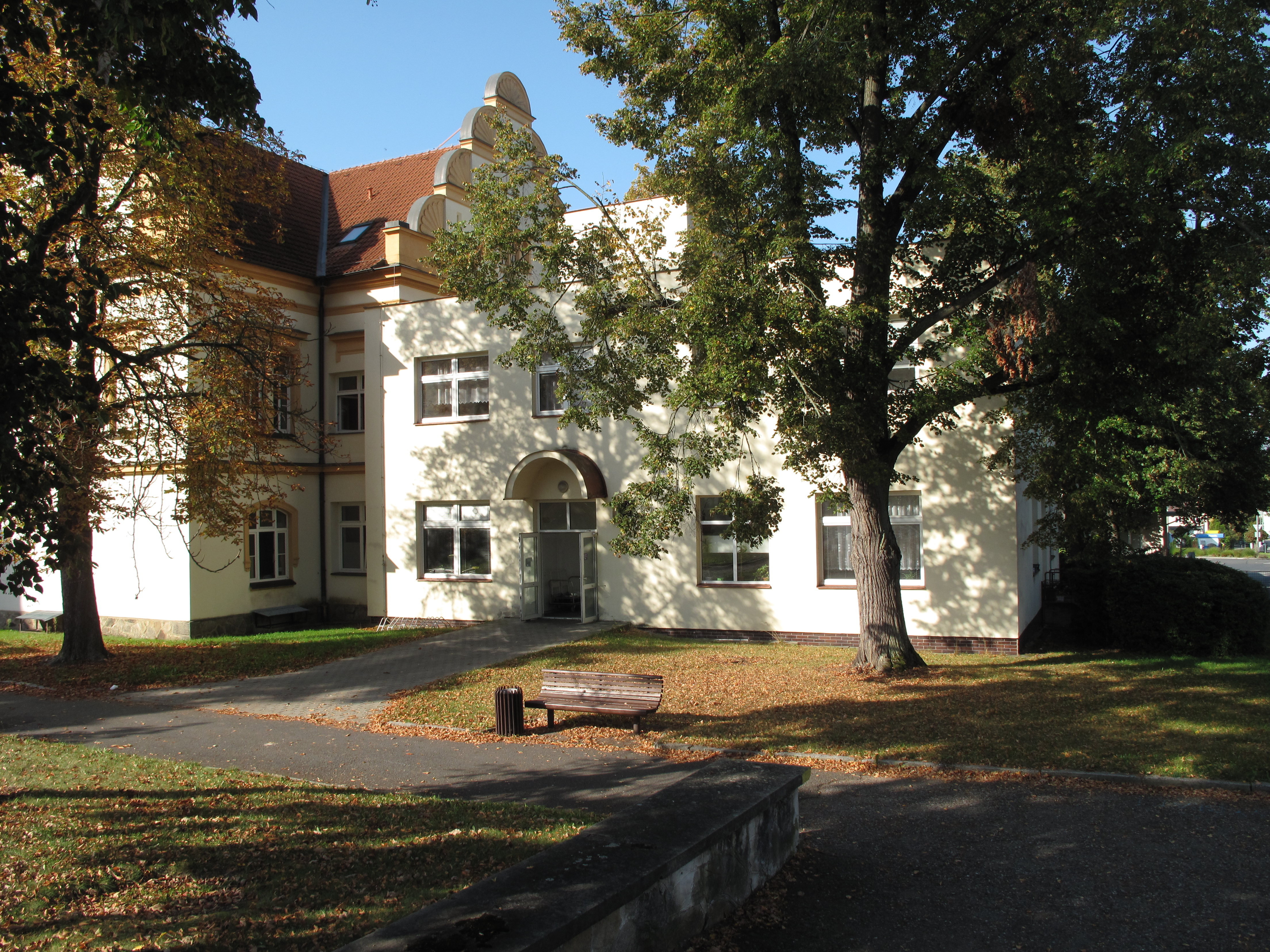
Pavilon V - ONP
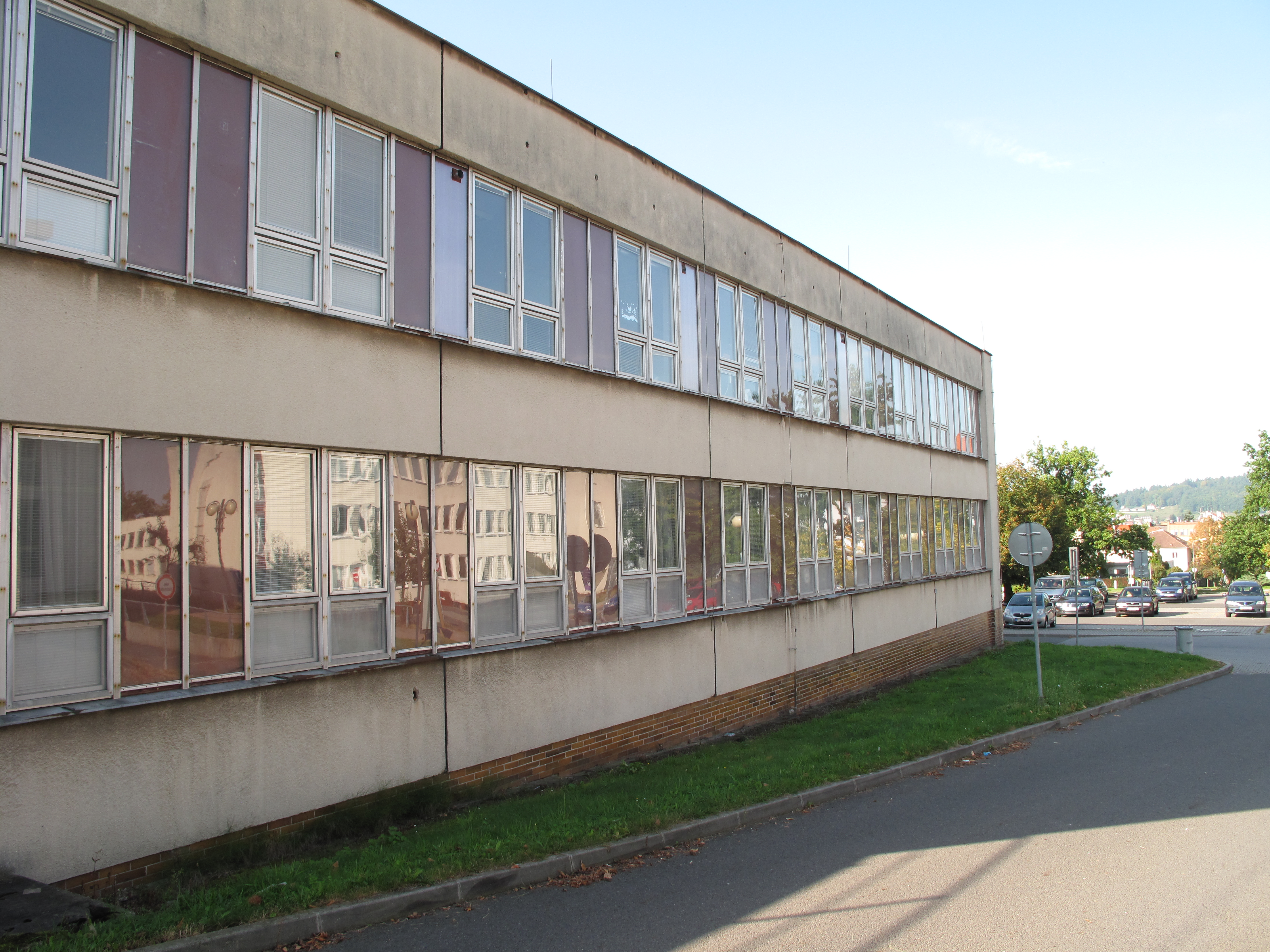
Pavilon U
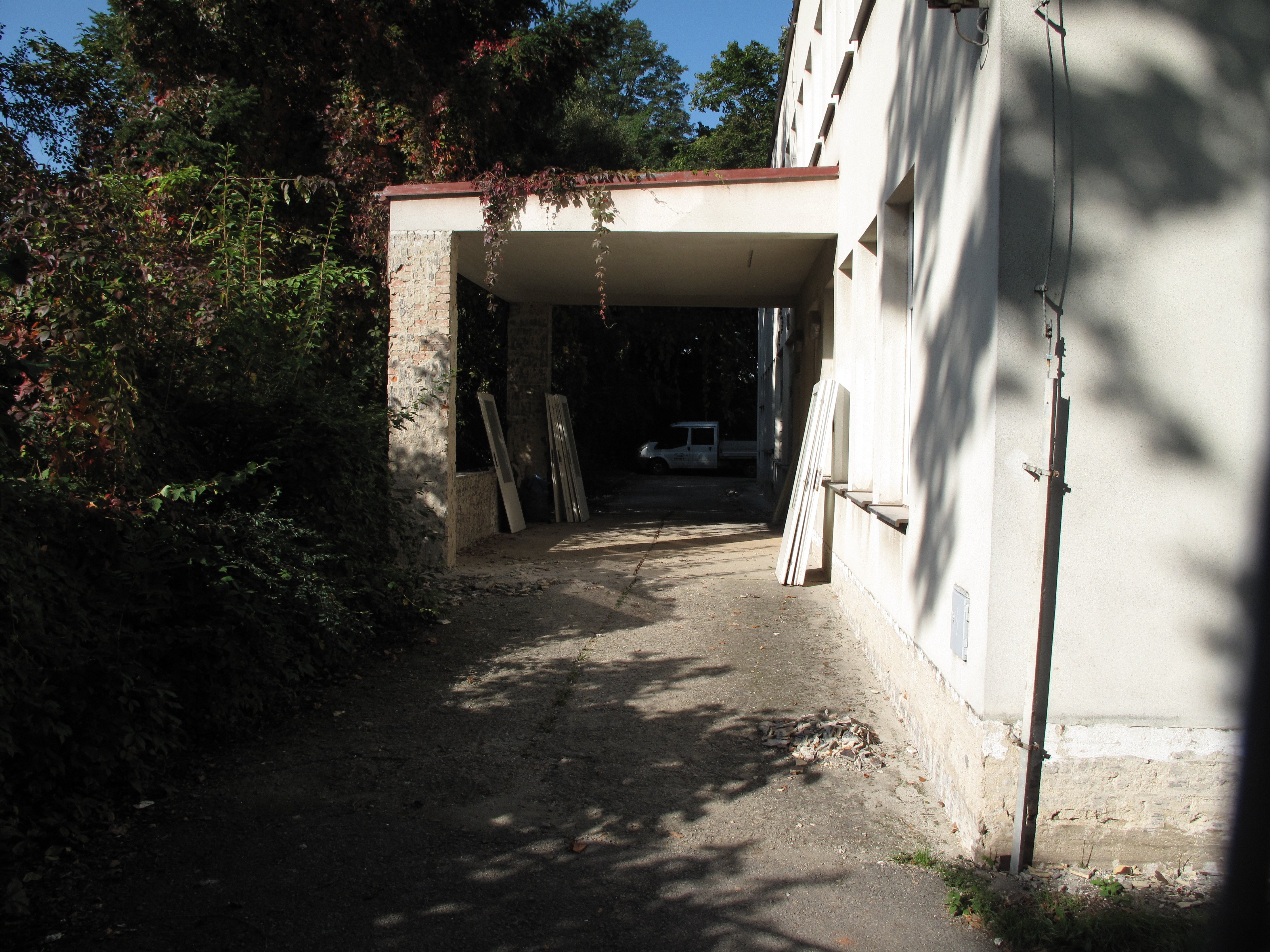
Pavilon S - Patologie v rekonstrukci (2021)
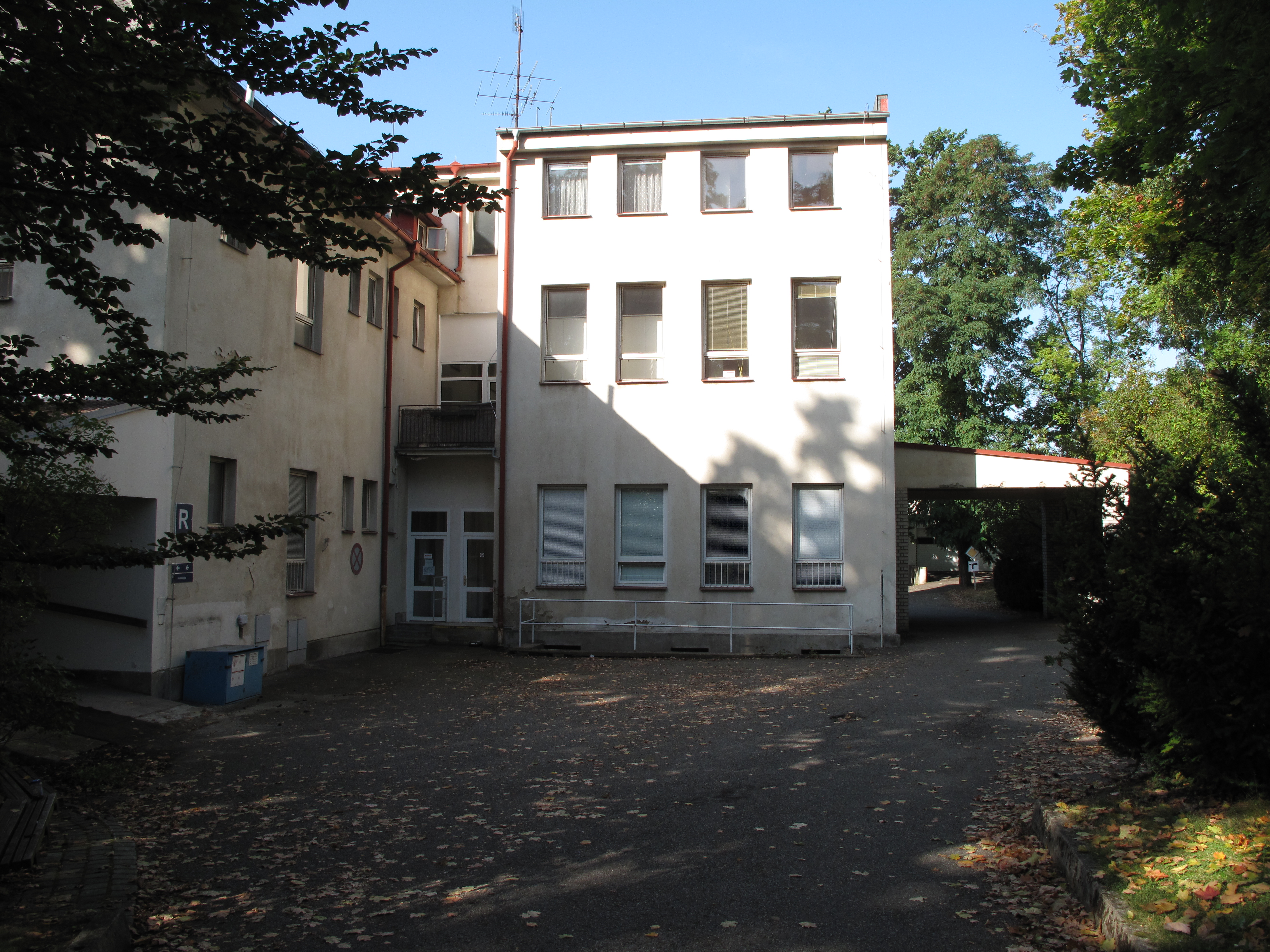
Budova bývalého infekčního oddělení